# 에드워드 4세
에드워드 4세(영어: Edward IV, 1442년 4월 28일 ~ 1483년 4월 9일)은 잉글랜드의 왕이자 요크 왕가의 첫 번째 왕으로, 랭커스터 왕가의 헨리 6세의 삼종제(三從弟)이다 요크 공작 리처드의 아들로서 프랑스의 루앙에서 태어났으며, 8촌형의 뒤를 이어 즉위하였다. 국왕으로 즉위하기 전 4대 요크 공작, 7대 마치 백작, 5대 캠브리지 백작, 9대 얼스터 백작이었던 에드워드 4세는 부계와 모계 양쪽으로부터 요크 가문, 모티머 가문, 그리고 랭카스터 가문의 왕위계승권을 동시에 물려받으면서 정통성을 획득하였다.
1461년 랭커스터가의 헨리 6세를 모티머의 십자로에서 격파하고 즉위, 그 해에 다시 타우턴 싸움에서 승리함으로써 그 지위를 확고히 하였다. 그러나 왕비 엘리자베스의 근친자를 중용함으로써 1469년 귀족의 반란이 일어나 네덜란드로 망명하여 헨리 6세의 복위를 허용하였다가, 이듬해 귀국하여 왕위를 빼앗았다.
그는 신흥 상인계급이나 하급귀족을 자기편으로 삼고 대제후를 눌러 왕권의 강화에 힘쓰는 한편 문화에 대한 깊은 관심을 보였다.

## 가계도
- 엘리자베스 우드빌

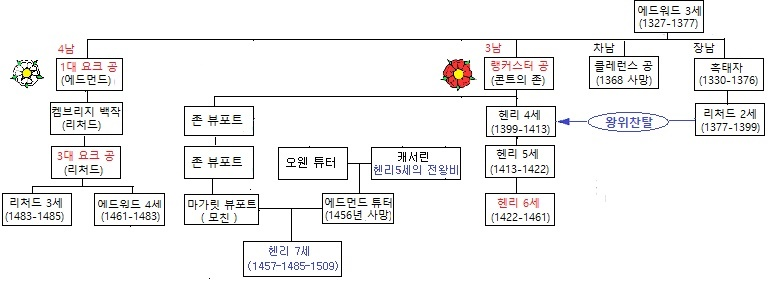
에드워드 3세의 가계도

  - 요크의 엘리자베스 (1466년 2월 11일 - 1503년 2월 11일)
  - 요크의 메리 (1467년 8월 11일 - 1482년 5월 23일)
  - 요크의 세설리 (1469년 3월 20일 - 1507년 8월 24일)
  - 에드워드 5세 (1470년 11월 4일 - 1483년 경)
  - 요크의 마가렛 (1472년 4월 10일 - 1472년 12월 11일)
  - 슈루즈베리의 리처드 (1473년 8월 17일 – 1483년 경)
  - 요크의 앤 (1475년 11월 2일 - 1511년 11월 23일)
  - 조지 플랜태저넷 (1477년 - 1479년)
  - 오크의 캐서린 (1479년 8월 1일 - 1527년 11월 15일)
  - 요크의 브릿짓 (1480년 11월 10일 - 1517년)

## 참고 문헌
- 이 문서에는 다음커뮤니케이션(현 카카오)에서 GFDL 또는 CC-SA 라이선스로 배포한 글로벌 세계대백과사전의 내용을 기초로 작성된 글이 포함되어 있습니다.

| 전임 리처드 플렌태저넷 | 요크 공작 케임브리지 백작 마치 백작 얼스터 백작 1460년 - 1461년 | 후임 왕위에 합쳐짐 |

| 전임 헨리 6세 | 잉글랜드의 왕 아일랜드의 영주 1461년 - 1470년 1471년 - 1483년 | 후임 헨리 6세 에드워드 5세 |